# Club Deportivo Manacor
Il Club Deportivo Manacor è una società calcistica con sede a Manacor, nelle Isole Baleari, in Spagna. 
Gioca nella Segunda División B, la terza serie del campionato spagnolo.
Fondato nel 1923, gioca le partite interne nello stadio Na Capellera, con capienza di 4.000 spettatori.

## Tornei nazionali
- 2ª División: 0 stagioni
- 2ª División B: 5 stagioni
- 3ª División: 54 stagioni

## Stagioni
| Stagione | Categoria | Posizione |
| -------- | --------- | --------- |
| 1949/50  | 3ª        | 3°        |
| 1950/51  | 3ª        | 4°        |
| 1951/52  | 3ª        | 10°       |
| 1952/53  | 3ª        | 6°        |
| 1953/54  | 3ª        | 8°        |
| 1954/55  | 3ª        | 3°        |
| 1955/56  | 3ª        | 4°        |
| 1956/57  | 3ª        | 4°        |
| 1957/58  | 3ª        | 4°        |
| 1958/59  | 3ª        | 4°        |
| 1959/60  | 3ª        | 1°        |
| 1960/61  | 3ª        | 7°        |
| 1961/62  | 3ª        | 3°        |
| 1962/63  | 3ª        | 5°        |
| 1963/64  | 3ª        | 4°        |
| 1964/65  | 3ª        | 7°        |
| 1965/66  | 3ª        | 7°        |
| 1966/67  | 3ª        | 7°        |

| Stagione | Categoria | Posizione |
| -------- | --------- | --------- |
| 1967/68  | 3ª        | 7°        |
| 1968/69  | 3ª        | 13°       |
| 1969/70  | 3ª        | 19°       |
| 1970–73  | Cat. reg. | —         |
| 1973/74  | 3ª        | 20°       |
| 1974–78  | Cat. reg. | —         |
| 1978/79  | 3ª        | 20°       |
| 1979/80  | Cat. reg. | —         |
| 1980/81  | 3ª        | 6°        |
| 1981/82  | 3ª        | 3°        |
| 1982/83  | 3ª        | 2°        |
| 1983/84  | 3ª        | 2°        |
| 1984/85  | 2ªB       | 17°       |
| 1985/86  | 2ªB       | 16°       |
| 1986/87  | 3ª        | 8°        |
| 1987/88  | 3ª        | 3°        |
| 1988/89  | 3ª        | 4°        |
| 1989/90  | 3ª        | 1°        |

| Stagione | Categoria | Posizione |
| -------- | --------- | --------- |
| 1990/91  | 2ªB       | 19°       |
| 1991/92  | 3ª        | 2°        |
| 1992/93  | 3ª        | 1°        |
| 1993/94  | 2ªB       | 20°       |
| 1994/95  | 3ª        | 6°        |
| 1995/96  | 3ª        | 6°        |
| 1996/97  | 3ª        | 4°        |
| 1997/98  | 3ª        | 9°        |
| 1998/99  | 3ª        | 5°        |
| 1999/00  | 3ª        | 3°        |
| 2000/01  | 3ª        | 4°        |
| 2001/02  | 3ª        | 7°        |

| Stagione | Categoria  | Posizione |
| -------- | ---------- | --------- |
| 2002/03  | 3ª         | 3°        |
| 2003/04  | 3ª         | 12°       |
| 2004/05  | 3ª         | 2°        |
| 2005/06  | 3ª         | 10°       |
| 2006/07  | 3ª         | 9°        |
| 2007/08  | 3ª         | 10°       |
| 2008/09  | 3ª         | 18°       |
| 2009/10  | Reg. Pref. | 1°        |
| 2010/11  | 3ª         | 1°        |
| 2011/12  | 2ªB        | —         |

## Palmarès

### Competizioni nazionali
- Tercera División: 4

1959-1960, 1989-1990, 1992-1993, 2010-2011

### Altri piazzamenti
- Tercera División:

Secondo posto: 1982-1983, 1983-1984, 1991-1992
Terzo posto: 1949-1950, 1954-1955, 1961-1962, 1981-1982, 1987-1988, 1999-2000, 2002-2003